# Coscom
Coscom är en uzbekisk mobiloperatör som bildades 1996. När verksamheten kom igång i juli 1997 i Tasjkent var man den första mobiloperatören i Centralasien. Idag finns Coscom i hela Uzbekistan där man är tredje största mobiloperatören. Företaget ägs av TeliaSonera och uzbekiska Takilant.